# Włochy na Letnich Igrzyskach Olimpijskich 2004
Włochy na Letnich Igrzyskach Olimpijskich 2004 reprezentowało 364 zawodników: 229 mężczyzn i 135 kobiet. Reprezentacja Włoch zdobyła 32 medale.

## Zdobyte medale
| Medal  | Zawodnik | Dyscyplina             | Konkurencja                                    | Rezultat                                                           |
| ------ | --- | ---------------------- | ---------------------------------------------- | ------------------------------------------------------------------ |
| Złoto  | Marco Galiazzo | Łucznictwo             | mężczyźni indywidualnie                        | w finale pokonał Japończyka Hiroshi Yamamoto 111:109               |
| Złoto  | Igor Cassina | Gimnastyka             | ćwiczenia na drążku mężczyzn                   | 9,812 pkt                                                          |
| Złoto  | Paolo Bettini | Kolarstwo szosowe      | wyścig ze startu wspólnego mężczyzn            | 5:41:44 h                                                          |
| Złoto  | Stefano Baldini | Lekkoatletyka          | maraton mężczyzn                               | 2:10:55 h                                                          |
| Złoto  | Ivano Brugnetti | Lekkoatletyka          | chód na 20 km mężczyzn                         | 1:19:40 h                                                          |
| Złoto  | Carmela Allucci Alexandra Araujo Silvia Bosurgi Francesca Conti Elena Gigli Melania Grego Giusi Malato Tania Di Mario Martina Miceli Maddalena Musumeci Cinzia Ragusa Noémi Tóth Emanuela Zanchi                                                               | Piłka wodna            | turniej kobiet                                 | w finale pokonały drużynę Niemiec 10:9                             |
| Złoto  | Andrea Benelli | Strzelectwo            | skeet mężczyzn                                 | 149 pkt                                                            |
| Złoto  | Salvatore Sanzo Andrea Cassarà Simone Vanni | Szermierka             | floret mężczyzn drużynowo                      | w finale pokonali drużynę Chin 45:42                               |
| Złoto  | Aldo Montano | Szermierka             | szabla mężczyzn indywidualnie                  | w finale pokonał Węgra Zsolta Nemcsika 15:14                       |
| Złoto  | Valentina Vezzali | Szermierka             | floret kobiet indywidualnie                    | w finale pokonała rodaczkę Giovannę Trillini 15:11                 |
| Srebro | Antonio Rossi Beniamino Bonomi | Kajakarstwo            | K-2 1000 m mężczyzn                            | 3:19,484                                                           |
| Srebro | Josefa Idem-Guerrini | Kajakarstwo            | K-1 500 m kobiet                               | 1:49,729                                                           |
| Srebro | Gianluca Basile Massimo Bulleri Roberto Chiacig Giacomo Galanda Luca Garri Denis Marconato Michele Mian Gianmarco Pozzecco Nikola Radulović Alex Righetti Rodolfo Rombaldoni Matteo Soragna                                                                    | Koszykówka             | turniej mężczyzn                               | w finale przegrali z drużyną Argentyny 69:84                       |
| Srebro | Federica Pellegrini | Pływanie               | 200 m stylem dowolnym kobiet                   | 1:58,22                                                            |
| Srebro | Matej Cernic Alberto Cisolla Paolo Cozzi Alessandro Fei Andrea Giani Luigi Mastrangelo Samuele Papi Damiano Pippi Andrea Sartoretti Ventzislav Simeonov Paolo Tofoli Valerio Vermiglio                                                                         | Siatkówka              | turniej mżczyzn                                | w finale przegrali z drużyną Brazylii 1:3                          |
| Srebro | Valentina Turisini | Strzelectwo            | karabin małokalibrowy trzy postawy 50 m kobiet | 685,9 pkt                                                          |
| Srebro | Giovanni Pellielo | Strzelectwo            | trap mężczyzn                                  | 146 pkt                                                            |
| Srebro | Salvatore Sanzo | Szermierka             | floret indywidualnie mężczyzn                  | w finale przegrał z Francuzem Brice Guyartem 13:15                 |
| Srebro | Aldo Montano Giampiero Pastore Luigi Tarantino | Szermierka             | szabla mężczyzn drużynowo                      | w finale przegrali z drużyną Francji 42:45                         |
| Srebro | Giovanna Trillini | Szermierka             | floret kobiet indywidualnie                    | w finale przegrał z Valentiną Vezzali 11:15                        |
| Srebro | Elisa Blanchi Fabrizia D'Ottavio Marinella Falca Daniela Masseroni Elisa Santoni Laura Vernizzi | Gimnastyka artystyczna | układ zbiorowy kobiet                          | 49,450 pkt                                                         |
| Brąz   | Roberto Cammarelle | Boks                   | waga superciężka (powyżej 91 kg) mężczyzn      | w półfinale przegrał z Rosjaniniem Aleksanderm Powietkinem         |
| Brąz   | Jury Chechi | Gimnastyka             | ćwiczenia na kółkach mężczyzn                  | 9,812 pkt                                                          |
| Brąz   | Lucia Morico | Judo                   | kategoria do 78 kg kobiet                      |                                                                    |
| Brąz   | Giuseppe Gibilisco | Lekkoatletyka          | skok o tyczce mężczyzn                         | 5,85 m                                                             |
| Brąz   | Ivan Pelizzoli Emiliano Moretti Matteo Ferrari Andrea Barzagli Daniele De Rossi Giampiero Pinzi Angelo Palombo Andrea Pirlo Alberto Gilardino Giuseppe Sculli Giorgio Chiellini Andrea Gasbarroni Cesare Bovo Marco Donadel Simone Del Nero Giandomenico Mesto | Piłka nożna            | turniej mężczyzn                               | w meczu o 3. miejsce pokonali drużynę Iraku 1:0                    |
| Brąz   | Emiliano Brembilla Simone Cercato Filippo Magnini Massimiliano Rosolino Federico Cappellazzo Matteo Pelliciari | Pływanie               | sztafeta 4 x 200 m stylem dowolnym mężczyzn    | 7:11,83                                                            |
| Brąz   | Andrea Cassarà | Szermierka             | floret mężczyzn indywidualnie                  | w pojedynku o 3. miejsce pokonał Rosjanina Rienala Ganiejewa 15:12 |
| Brąz   | Rossano Galtarossa Alessio Sartori | Wioślarstwo            | dwójka podwójna mężczyzn                       | 6:32,93                                                            |
| Brąz   | Lorenzo Bertini Catello Amarante Salvatore Amitrano Bruno Mascarenhas | Wioślarstwo            | czwórka wagi lekkiej mężczyzn                  | 6:03,74                                                            |
| Brąz   | Lorenzo Porzio Dario Dentale Luca Agamennoni Raffaello Leonardo | Wioślarstwo            | czwórka bez sternika mężczyzn                  | 6:10,60                                                            |
| Brąz   | Alessandra Sensini | Żeglarstwo             | windsurfing kobiet                             | 34 pkt                                                             |